# Гат (місто)
Гат (араб. غات) — місто на заході Лівії, адміністративний центр однойменного муніципалітету.

## Географія
Гат розташований у регіоні Феццан (пустеля Сахара) на кордоні з Алжиром.

### Клімат
Місто знаходиться у зоні, котра характеризується кліматом тропічних пустель. Найтепліший місяць — червень із середньою температурою 33.9 °C (93 °F). Найхолодніший місяць — січень, із середньою температурою 13.3 °С (56 °F).
| Клімат Гата             | Клімат Гата | Клімат Гата | Клімат Гата | Клімат Гата | Клімат Гата | Клімат Гата | Клімат Гата | Клімат Гата | Клімат Гата | Клімат Гата | Клімат Гата | Клімат Гата | Клімат Гата |
| Показник                | Січ.        | Лют.        | Бер.        | Квіт.       | Трав.       | Черв.       | Лип.        | Серп.       | Вер.        | Жовт.       | Лист.       | Груд.       | Рік         |
| Абсолютний максимум, °C | 28          | 33          | 37          | 42          | 43          | 49          | 51          | 46          | 46          | 39          | 37          | 36          | 51          |
| Середній максимум, °C   | 20          | 24          | 28          | 33          | 37          | 41          | 41          | 40          | 38          | 34          | 28          | 22          | 32          |
| Середня температура, °C | 13          | 16          | 20          | 25          | 29          | 33          | 33          | 32          | 31          | 26          | 21          | 15          | 24          |
| Середній мінімум, °C    | 6           | 8           | 12          | 17          | 22          | 26          | 25          | 25          | 24          | 19          | 14          | 8           | 17          |
| Абсолютний мінімум, °C  | 0           | 0           | 3           | 5           | 15          | 18          | 18          | 17          | 16          | 12          | 3           | 0           | 0           |
| Норма опадів, мм        | 0           | 0           | 0           | 0           | 0           | 0           | 0           | 0           | 0           | 0           | 0           | 0           | 10          |
| Днів з дощем            | 0           | 0           | 0           | 0           | 0           | 0           | 0           | 0           | 0           | 0           | 0           | 0           | 1           |
| Вологість повітря, %    | 29          | 21          | 15          | 12          | 8           | 6           | 10          | 10          | 12          | 17          | 31          | 38          | 17          |
| ----------------------- | ----------- | ----------- | ----------- | ----------- | ----------- | ----------- | ----------- | ----------- | ----------- | ----------- | ----------- | ----------- | ----------- |
| Джерело: Weatherbase    |             |             |             |             |             |             |             |             |             |             |             |             |             |